# Clara Segura
Clara Segura Crespo (Sant Just Desvern, España, 1974) es una actriz española.

## Trayectoria artística
Licenciada en Arte Dramático por el Instituto del Teatro en 1996. Titulada también en solfeo, canto coral y piano en el Conservatorio Superior de Música del Liceo de Barcelona, muchos de sus primeros trabajos fueron en el teatro musical, como  El somni de Mozart, Un cop més una mica de música, Quédate con la copla o El somni d'una nit d’estiu.
Tras varios años sobre las tablas, se dio a conocer al gran público en el 2004, con su intervención en el programa ...amb Manel Fuentes, de Televisión de Cataluña, y en la oscarizada película Mar adentro, de Alejandro Amenábar.
Con Bruno Oro creó la compañía teatral Total Memos, siendo autores, directores y protagonista de las comedias Maca per favor, les postres (estrenada en 2001) y No et moguis (2005). Ambos fueron también los creadores y protagonistas del espacio humorístico Vinagre, emitido por TV3 en 2008.

## Trabajos

### Teatro
- La bona gent (1996), actriz
- El amor de Don Perlimplín y Belisa en su jardín (1996), actriz
- El pas (1997), actriz
- Parracs (1997), actriz
- El somni de Mozart (1997), actriz
- Un cop més una mica de música (1997), actriz
- Petita mort (1998), actriz
- Set portes (1999), actriz
- Perversions (1999), actriz
- Jordi Dandin (1999), actriz
- Quédate con la copla (1999), actriz
- Violació de límits (1999), actriz
- El alcalde de Zalamea (2000), actriz
- Nena, maca, per favor, les postres! (2001), autora, directora y actriz
- La filla del mar (2002), actriz
- El somni d'una nit d'estiu (2002), actriz
- Refugi (2003), actriz
- Maca, per favor, les postres! (2001), autora, directora y actriz
- No et moguis (2005), autora, directora y actriz
- Ets aquí? (2005), actriz
- Amor Fe Esperança (2005), actriz
- La felicitat (2006, actriz
- Antígona (2006), actriz
- Intimitat (2007), actriz
- ¿Estás ahí? (2008), actriz
- Electra (2010), actriz
- Madame Melville (2011), actriz
- L'Espera (2011), "Rosa"
- Incendies (2011/2012) - (2012/2013), Nawal, Jane
- 28 i mig
- Espriu!
- La rosa tatuada (2013/2014), Serafina delle Rose
- La treva (2016/2017), Sara
- Conillet (2016)
- White Rabbit Red Rabbit (2017)
- Bodas de sangre (2017/2018)
- Les noies de Mossbank Road (2018)

### Televisión

#### Programas
- Club Super3 (1991), actriz
- ...amb Manel Fuentes (2004), actriz

#### Series
| Año       | Título                        | Personaje             |
| --------- | ----------------------------- | --------------------- |
| 1999-2003 | Plats bruts                   | Clienta del bar       |
| 2004-2007 | Porca Misèria                 | María Collado         |
| 2006      | Jet lag                       | Chica del bar         |
| 2008      | Vinagre                       | Varios                |
| 2008      | Lex                           | Fiscal                |
| 2010      | Aída                          | Esperanza             |
| 2010-2011 | La sagrada família            | Paula                 |
| 2011      | Meublé La Casita Blanca       | Irene                 |
| 2013      | Descalzo sobre la tierra roja | Hermana Irene         |
| 2013      | Polonia                       | Paciente psiquiátrico |
| 2016      | Nit i dia                     | Sara Grau             |
| 2016      | Web Therapy                   | Susana Prieto         |
| 2017      | El crac                       | Clara Segura          |
| 2020      | Mentiras                      | Directora Hospital    |
| 2020      | Hanna                         | Alba Paredes          |
| 2020      | Mira lo que has hecho         | Daniela               |
| 2022      | Los herederos de la tierra    | Astruga               |
| 2022      | Fácil                         | Anna                  |

#### Telefilmes
| Año  | Título                         | Personaje        | Dirección                              |
| ---- | ------------------------------ | ---------------- | -------------------------------------- |
| 2006 | Cámping                        | Blanco           | Lluís Arcarazo                         |
| 2007 | Las manos del pianista         | Clara            | Sergio G. Sánchez                      |
| 2012 | 64 postures                    | Lea              | Roger Gual                             |
| 2015 | 13 dies d'octubre              | Ramona Companys  | Carlos Marques-Marcet                  |
| 2017 | Os fillos do sol               | Antonia Doménech | Ramón Costafreda y Kiko Ruiz Claverol  |
| 2019 | La Sagi, una pionera del Barça | Elisabeth Mulder | Francesc Escribano y Josep Serra Mateu |
| 2019 | El enigma Verdaguer            | Emilia           | Lluís Maria Güell                      |
| 2022 | 28 i mig                       | Varios           | Oriol Broggi                           |

### Cine

#### Largometrajes
| Año  | Título                            | Personaje              | Dirección                |
| ---- | --------------------------------- | ---------------------- | ------------------------ |
| 2003 | Excuses!                          | Begonya                | Joel Joan                |
| 2004 | Mar adentro                       | Gené                   | Alejandro Amenábar       |
| 2006 | Sin ti                            | Rosa                   | Raimon Masllorens        |
| 2007 | Cenizas del cielo                 | Cristina               | José Antonio Quirós      |
| 2008 | Les dues vides d'Andrés Rabadán   | Sarah                  | Ventura Durall           |
| 2009 | Spanish Movie                     | Abuela Raimunda        | Javier Ruiz Caldera      |
| 2010 | Tres metros sobre el cielo        | La Forga               | Fernando González Molina |
| 2010 | Los ojos de Julia                 | Mina                   | Guillem Morales          |
| 2011 | Mil cretinos                      | Berta                  | Ventura Pons             |
| 2012 | Una pistola en cada mano          | Elena                  | Cesc Gay                 |
| 2012 | Los niños salvajes                | Laura                  | Patricia Ferreira        |
| 2013 | Todos queremos lo mejor para ella | Gloria                 | Mar Coll                 |
| 2015 | Barcelona, noche de invierno      | Fina                   | Dani de la Orden         |
| 2016 | 100 metros                        | Dra. Berta             | Marcel Barrena           |
| 2018 | Durante la tormenta               | Hilda Weiss            | Oriol Paulo              |
| 2020 | Uno para todos                    | Clara                  | David Ilundain           |
| 2021 | Loco por ella                     | Directora Psiquiátrico | Dani de la Orden         |
| 2023 | Creatura                          | Diana                  | Elena Martín             |
| 2024 | Casa en flames                    | Blanca                 | Dani de la Orden         |
| 2024 | El 47                             | Carmen                 | Marcel Barrena           |

#### Cortometrajes
| Año  | Título          | Personaje     | Dirección                  |
| ---- | --------------- | ------------- | -------------------------- |
| 1997 | Mundos          |               | Eduard Anglada             |
| 2002 | Opción C        | Maura         | Carla Casadesús            |
| 2009 | Love            | Lorena        | Biel Mauri                 |
| 2009 | Primer contacte | Alienígena 2  | Pau Escribano              |
| 2015 | La inquilina    | Ana           | Mar Coll                   |
| 2017 | Mon germà       | Montse        | Martí Dols y Joe Ryan Laia |
| 2019 | Ser sin ti      | Silvia        | Valèria Cuní               |
| 2020 | Els que callen  | Judit Pujades | Albert Folk                |

## Premios
Premios Goya
| Año  | Categoría                                | Película | Resultado |
| ---- | ---------------------------------------- | -------- | --------- |
| 2024 | Mejor interpretación femenina de reparto | El 47    | Ganadora  |

Medallas del Círculo de Escritores Cinematográficos
| Año  | Categoría               | Película | Resultado |
| ---- | ----------------------- | -------- | --------- |
| 2024 | Mejor actriz secundaria | El 47    | Nominada  |

Premios Feroz
| Año  | Categoría               | Película | Resultado |
| ---- | ----------------------- | -------- | --------- |
| 2025 | Mejor actriz de reparto | El 47    | Ganadora  |

- Premio Butaca como mejor actriz de reparto por El somni d'una nit d’estiu (2002).
- Premio Margarita Xirgú a la mejor actriz de teatro por Ets aquí? (2005).
- Premio Ondas por Porca Misèria (2006).
- Nominada al Premio Max como mejor actriz protagonista por La felicitat (2007).
- Premio Gaudí como mejor actriz de reparto por Les dues vides d'Andrés Rabadán (2010).
- Trofeo ALCINE46 a la mejor interpretación femenina por "La inquilina" en el Festival de Cine de Alcalá de Henares de 2016.[5]
- Premio Butaca 2018 en la categoría mejor actriz por la obra Les Nois de Mossbank Road.[6]
- Premio Gaudí 2024 a mejor actriz secundaria por su papel en Creatura.[7]
- Premio Gaudí 2025 a mejor actriz secundaria por su papel en El 47. [8]
- Premio Feroz 2025 a actriz de reparto de una película, por El 47. [9]